# Herman Lerou
Herman Lerou (Rotterdam, 4 mei 1942) is een Nederlands architect.

## Werk
Herman Lerou begon zijn carrière in 1966 in Venray samen met zijn broer Bert Lerou bij het architectenbureau Lerou en Lerou. Dit architectenbureau was midden jaren negentig uitgegroeid tot een middelgroot bureau met 30 medewerkers en vestigingen in 's-Hertogenbosch en Eindhoven. Bekende projecten die het bureau heeft gerealiseerd onder zijn leiding zijn het voetbalstadion de Vliert van FC Den Bosch en de Avans Hogeschool in 's-Hertogenbosch. Tevens was Herman Lerou mede initiatiefnemer van Villa Pardoes waarvan het bureau het ontwerp heeft gemaakt.

## Sint-Janskathedraal
Herman Lerou gaf vanaf 1998 tot 2010 als vrijwilliger leiding aan de ingrijpende restauratie van de Sint Jan, de belangrijkste kathedraal in Nederland. Voor dit werk heeft hij diverse onderscheidingen ontvangen waaronder de ridderorde van Paus Silvester en de Jeroen Boschpenning. Tevens werd hij ridder in de Orde van Oranje-Nassau.

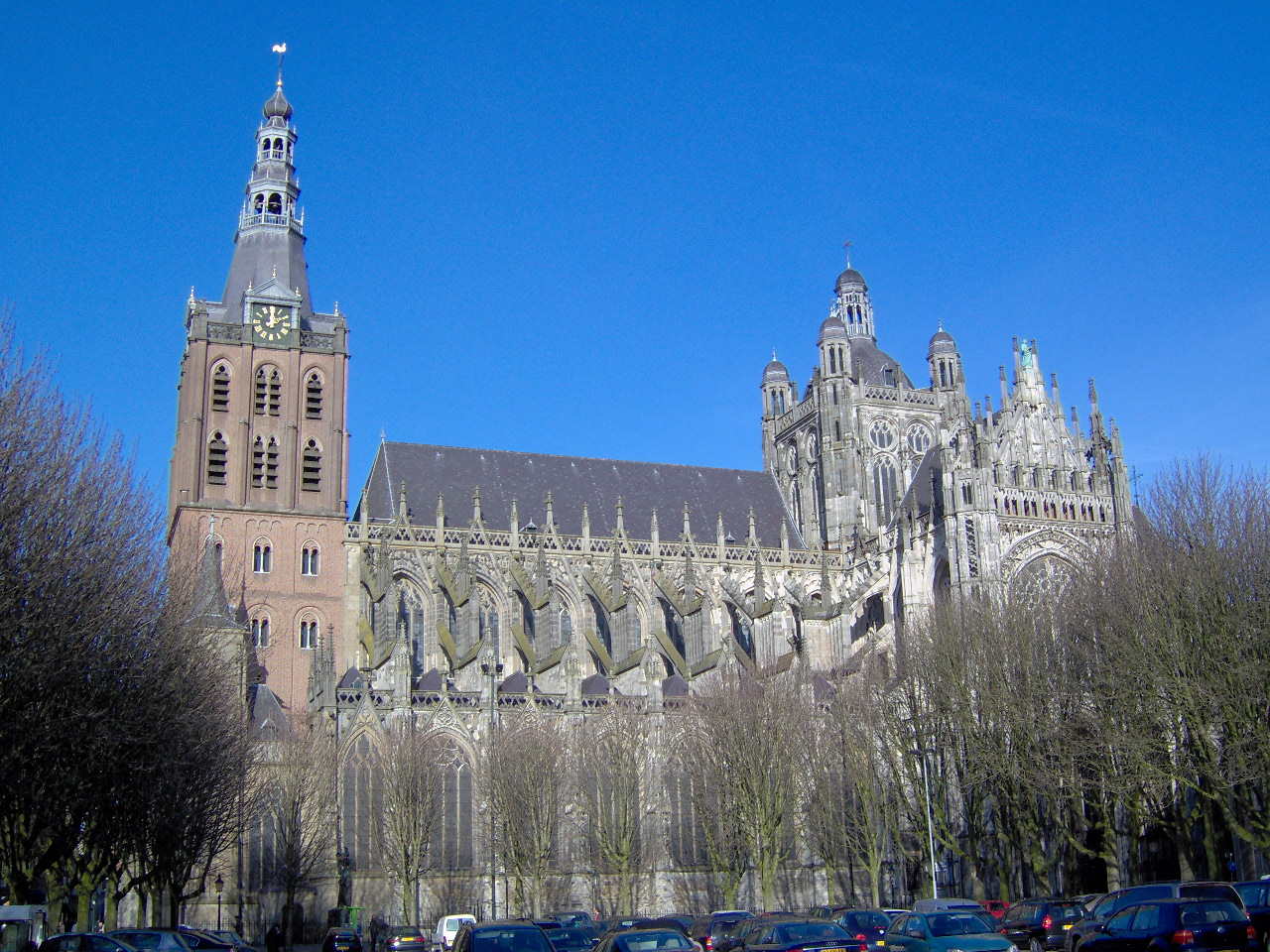
Sint Jan 's-Hertogenbosch
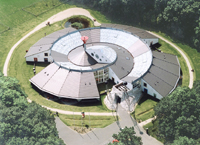
Villa Pardoes
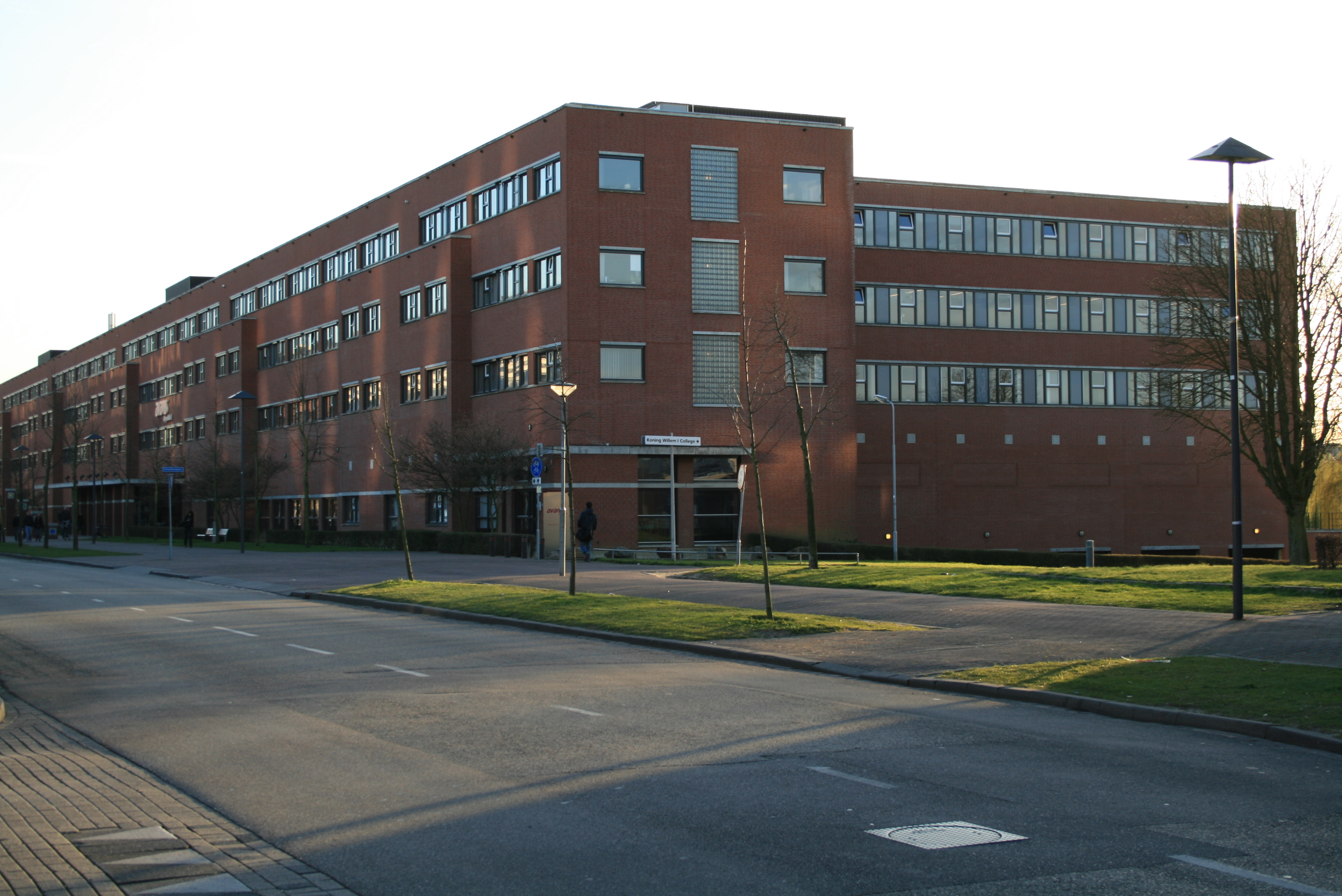
Avans Hogeschool in Den Bosch

- International Standard Name Identifier: 0000 0003 8718 0341
- Nederlandse Thesaurus van Auteursnamen: 315377623
- RKD-Nederlands Instituut voor Kunstgeschiedenis: 267547
- Virtual International Authority File: 280017406
- WorldCat: E39PBJhd6JKk8bwyDMqx9c3PcP